# Erick Moertabat
Erick Moertabat (22 december 1968) is een Surinaams onderwijskundige en diplomaat. Hij was van 2019 tot 2022 hoogleraar op het IOL. Hij is sinds 2023 ambassadeur in Indonesië.

## Biografie
Erick Rahmat Moertabat studeerde van 2004 tot 2007 aan de Staatsuniversiteit van Yogyakarta in Indonesië en slaagde daar voor een master in onderwijsmanagement. Hij was sinds 2017 onderwijsspecialist voor het TVET (Technical & Vocational Education & Training) van het ministerie van Onderwijs, Wetenschap en Cultuur. Daarnaast was hij sinds 2019 hoogleraar op het Advanced Teacher Training Institute van het Instituut voor de Opleiding van Leraren (IOL).
Op 17 oktober werd hij door president Chan Santokhi beëdigd tot ambassadeur in Indonesië, in een ceremonie samen met Reita Joemratie voor Marokko. Op 20 februari 2023 overhandigde hij zijn geloofsbrieven aan president Joko Widodo.